# 阿布·哈桑·赛义德·穆塔迪德
阿布·哈桑·赛义德·穆塔迪德（阿拉伯语：‎；？—1248年6月），穆瓦希德王朝哈里发，1242年至1248年在位。
他是伊德里斯·马蒙之子，1242年接替兄弟阿卜杜勒-瓦希德·拉希德成为新的哈里发。穆瓦希德王朝此时已摇摇欲坠，马林王朝已然崛起，他未能阻止这一进程。1248年，他在乌季达遭到扎扬王朝的效忠者刺杀。